# Drei-Farben-Trilogie
Die Drei-Farben-Trilogie ist eine Film-Trilogie, die der polnische Regisseur Krzysztof Kieślowski in den Jahren 1993 und 1994 schuf. Es waren die letzten Filme des 1996 verstorbenen Kieślowski.
Kieślowski verwendet in diesen in Frankreich, Polen und der Schweiz gedrehten Filmen die drei Farben der französischen Nationalflagge (Tricolore) als Titel und die drei Bestandteile des französischen Wahlspruchs Freiheit, Gleichheit, Brüderlichkeit als Thema des jeweiligen Films. Ähnlich wie in seiner Serie Dekalog wurden diese Themen aber bewusst doppeldeutig und mit einem ironischen Unterton umgesetzt. Trotzdem meinte Kieślowski, die Filme behandeln nicht spezifisch Französisches, sondern universelle Konzepte, mit denen sich die gesamte Menschheit auseinandersetze.
Alle drei Filme wurden nicht nur nahezu gleichzeitig gedreht, sondern spielen auch zur gleichen Zeit an verschiedenen Orten. Die Hauptpersonen der drei Filme sind, so zeigt das Ende des dritten Teils, zugleich Überlebende eines Fährunglücks. Ebenso gibt es „Begegnungen“ der Filme untereinander. So spielt eine Szene in Blau in einem Gerichtsgebäude. Julie (Juliette Binoche) betritt aus Versehen einen Gerichtssaal, in dem gerade eine Verhandlung aus Weiß stattfindet, man kann kurz in den Saal hineinblicken und die Hauptdarsteller in Weiß sehen und hört den Satz „Wo bleibt da die Gleichheit?“. In Weiß ist diese Szene aus der Perspektive des Verhandlungssaales dargestellt, man sieht also die „fremde“ Darstellerin, die zur Tür hereinschaut.
Angesprochen darauf, warum er eine Trilogie konzipiert habe und nicht einen einzigen Film, meinte Kieślowski, er wolle der Thematik mit einer Art Relativismus begegnen: „Weil es alles interessanter macht. Unterschiedliche Ansichten sind an sich interessanter als eine einzelne Ansicht. Weil ich keine Antworten habe, aber weiß, wie man Fragen stellt, passt es mir, die Tür für unterschiedliche Möglichkeiten offen zu halten.“

## Einzelne Filme
- Drei Farben: Blau (Trois couleurs: Bleu), 1993, Motiv der Freiheit (liberté)
- Drei Farben: Weiß (Trzy kolory: Biały), 1994, Motiv der Gleichheit (égalité)
- Drei Farben: Rot (Trois couleurs: Rouge), 1994, Motiv der Brüderlichkeit (fraternité)